# 厚叶厚皮香
厚叶厚皮香（学名：Ternstroemia kwangtungensis）为山茶科厚皮香属下的一个种。

## 扩展阅读
- 維基物種上的相關：厚叶厚皮香